# Sclerosi tuberosa
La sclerosi tuberosa è conosciuta anche come sindrome di Bourneville-Pringle ed è una facomatosi che si trasmette con carattere autosomico dominante.

## Sintomatologia
È caratterizzata da una iperplasia geneticamente determinata delle cellule ectodermiche e mesodermiche, con formazione di lesioni amartomatose a livello della cute, del sistema nervoso centrale, e di altri organi come il cuore e i reni. 
Nella sua forma più classica si manifesta con le seguenti caratteristiche:
- epilessia
- convulsioni
- disabilità intellettiva
- angiofibromi[3](erroneamente spesso denominati adenomi sebacei[4])
- fibromi periungueali, noti come fibromi di Koenen
- macchie cutanee ipocromiche

Le manifestazioni cliniche della patologia sono però estremamente variabili perfino tra i membri affetti della stessa famiglia: alcuni soggetti possono addirittura essere asintomatici e trascorrere tutta la vita senza sapere di essere malati o venirne a conoscenza solo quando la diagnosi viene formulata ai loro figli. L'incidenza è di 1 su 6 000-7 000 nati, ma la frequenza potrebbe essere maggiore, considerata l'alta variabilità di sintomi che impedisce una diagnosi precisa e tempestiva: al mondo si calcolano oggi circa un milione di individui affetti.
Le crisi epilettiche sono il primo sintomo in circa l'80% dei casi e si manifestano di solito nella prima infanzia, ma in alcuni casi l'esordio non si verifica prima del secondo o terzo decennio di vita. Nel 40-50% dei pazienti è presente un grave ritardo mentale, mentre il 60-90% dei neonati affetti da questa sindrome presenta alla nascita macchie cutanee biancorosacee (ipocromiche); ciò è dovuto a formazioni amartomatose dell'epidermide, e queste ipopigmentazioni prendono il nome di macchie di Fitzpatrick. Le crisi epilettiche sono causate dai tuberi che si formano a livello del sistema nervoso centrale e che fungono da focolai epilettogeni. Tra le manifestazioni cutanee più precoci ricordiamo le chiazze acromiche a forma di tubero, di solito presenti alla nascita.
Il segno anatomico tipico della malattia è l'amartoma, tumore benigno che si presenta sotto forma di focolai multipli di cellule lentamente proliferanti, appartenenti a tipi istologici diversi, a seconda dell'organo interessato. Benché possa essere colpito qualunque organo, le sedi più frequentemente coinvolte sono rappresentate dal sistema nervoso centrale, dal cuore, dai reni, dalla cute, dagli occhi e dai polmoni. Quando ad essere colpito è il sistema nervoso centrale, possono insorgere lesioni di varia entità a carico del cervello. Sono queste ultime all'origine di ritardo mentale, ritardo del linguaggio e dello sviluppo motorio, crisi epilettiche e, talvolta, disturbi comportamentali e autismo. Non mancano casi, seppur rari, in cui si sviluppano tumori maligni.
La manifestazione cutanea più caratteristica della patologia è l'adenoma sebaceo, recentemente rinominato con un termine più specifico: angiofibromi facciali. Essi compaiono fra i tre e i cinque anni e si accrescono di numero durante la pubertà. Si dispongono "a macchia di farfalla" sul naso, sulle guance, tra le pieghe labiali e, spesso, sul mento. L'accumulo sottocutaneo di collagene, localizzato sul fondo della schiena e sul retro del collo, si manifesta con macchie leggermente rilevate, di colore bruno-giallastro, con aspetto di buccia d'arancia. Le placche sono soffici e rossastre.

## Incidenza sintomatologica
A 3 anni di vita, il 92% dei malati presente della macchie biancastre sulla pelle, l'87% ha già varie crisi epilettiche, il 71% presenta crisi convulsive con più di un episodio al mese, il 47% è ritardato mentalmente (nel 70% lieve o moderato e nel restante 30% grave o gravissimo), il 33% ha una placca zigrinata con papule ocra in rilievo localizzata sul retro del collo e, ancora più frequentemente, sul fondo della schiena, il 72% presenta già tutti i sintomi tipici dell'angiofibroma, con ghiandole tumorali benigne di colore rosso acceso, rossobrunastro o aranciorosaceo, disposte "a macchia di farfalla" sulla cartilagine nasale, sulla parte alta delle guance (creando una sorta di strisce che si irradiano fino ai bordi della faccia), sotto la bocca, attorno alle pieghe nasali, labiali e nel cuore delle guance; amartomi retinici, segno tipico della malattia, sono raramente apprezzabili nei primi anni di vita del malato, mentre divengono uno dei sintomi caratteristici dell'iperplasia tuberosa a partire dalla prima età adulta, risultando addirittura nel 97% dei malati ultraquarantenni; ritornando ai minori di 36 mesi, una discreta percentuale tra i malati (circa il 20%) presenta un insolito accumulo di grasso e collagene sulla fronte, rendendola più o meno ingrossata e flaccida, a seconda della gravità dell'accumulo.
Un tumore molto frequente, tra i più classici della sclerosi tuberosa, è l'angiomiolipoma renale: è un tumore in teoria benigno, ad evoluzione lenta ma inarrestabile, che interessa le ghiandole surrenali e può comparire a qualunque età, e di norma, dalla sua comparsa, è rara la sopravvivenza oltre i 15 anni di vita dall'origine delle cellule tumorali. Nel corso della sua vita, un malato di sclerosi tuberosa presenterà questa forma tumorale in almeno ottanta casi su cento. Non è da meno, infine, l'astrocitoma a cellule giganti:frequentissimo focolaio di epilessia e portatore di ipertensione intracranica, questo tumore prolifera in modo graduale e continuo, non essendo vulnerabile ad alcuna terapia.
È un tumore tipico della sclerosi tuberosa, infatti il 60% circa dei malati di astrocitoma a cellule giganti è affetto da sclerosi tuberosa. La precocità dell'insorgenza di questo tumore, inoltre, influenza immancabilmente l'aspettativa di vita dei soggetti che ne sono affetti, svantaggiandoli rispetto a quelli che non lo presentano. L'astrocitoma a cellule giganti si presenta nel 53% dei malati di sclerosi tuberosa, nell'arco della loro vita. Dalle due percentuali si deduce che questo tumore è meno frequente, in generale, della sclerosi tuberosa generica, perciò va posta molta attenzione diagnostico-eziologica in caso di qualunque astrocitoma cerebrale, nell'età evolutiva specificatamente.
In circa la metà dei pazienti, prima di nascere si forma, a livello cardiaco, un rabdomioma, un tumore sicuramente benigno e non cronico, che può essere facilmente diagnosticato con una semplice ecografia del feto durante la gestazione. Esso regredisce spontaneamente dopo al massimo un anno di vita del paziente, e nel 93% dei casi non lascia strascichi sulla salute, ma nel rimanente 7% è la causa delle più svariate aritmie cardiache, in particolare una forma di bradicardia irregolare e la tachicardia ventricolare polimorfa catecolaminergica. Queste aritmie, comunque, sono autorisolventesi entro i 20 anni di età del soggetto.
Sono frequenti anche le anomalie gengivali nei malati di sclerosi tuberosa, in quanto i due quinti degli individui affetti accusano diversi ristagni di liquidi e di materiale semisolido in particolari "sacche" a livello della gengiva superiore, più tipicamente definiti "pozzi gengivali"; questi, nella maggioranza dei casi, sono praticamente congeniti ed appaiono biancastri, molto rigonfi e doloranti al tatto. Essi si presentano sopra i denti, gli incisivi in particolare, che spesso sono influenzati nel loro sviluppo, essendo causa di difetti a carico della crescita completa della parte esterna del dente.
In ultima analisi, sembra esistere un importante correlazione tra la fibrosi cistica polmonare e la sclerosi tuberosa, fatto sta che le cisti alveolari, generalmente asintomatiche o con segni aspecifici relegati agli stadi più avanzati di esse, sono considerate un criterio diagnostico di consistente utilità laddove non si riscontri una causa organica ad esse, che nel caso della sclerosi tuberosa sarebbe imputabile ad una o più particolari e singolari mutazioni genetiche.

## Eziologia
Dal punto di vista eziologico, due sono i geni coinvolti nell'insorgenza della malattia: il TSC1 - la cui probabile localizzazione è il braccio lungo del cromosoma 9 - e il TSC2, localizzato sul braccio corto del cromosoma 16. Il 68% dei casi di insorgenza della patologia è dovuto a una nuova e, quasi sempre, sporadica mutazione del DNA.

## Terapia
Dal punto di vista terapeutico, molto importante è il trattamento delle crisi epilettiche associate alla patologia che - come detto - possono essere alla base di un ritardo mentale la cui gravità è in relazione diretta con l'esordio precoce, la gravità e la persistenza delle crisi. La scelta terapeutica è di competenza dello specialista che segue il paziente.
Un tempo considerata una malattia rara, la sclerosi tuberosa sembra oggi molto più frequente, essendo più facilmente riscontrabile grazie all'impiego dei moderni metodi diagnostici più sofisticati quali la TAC e la risonanza magnetica nucleare.